# La Réforme (periódico de 1843)
La Réforme fue un diario republicano francés fundado por Alexandre Ledru-Rollin el 29 de julio de 1843, cuyo primer director fue Ferdinand Flocon. El periódico contó con múltiples colaboradores como Étienne Arago, Godefroy Cavaignac, Louis Blanc, Pierre Leroux, Félix Pyat y Victor Schoelcher entre otros, además, también contó con artículos escritos por personalidades destacadas como Proudhon, Marx y Bakunin.
Algunos empleados del periódico formaban parte del Gobierno Provisional de 1848, establecido tras la revolución francesa de 1848 que llevó al país a la Segunda República en la primavera de 1848.
En febrero de 1848, Charles Ribeyrolles se convirtió en editor sustituyendo a Ferdinand Flocon. Un año más tarde, tras la manifestación del 13 de junio de 1849, Ribeyrolles fue acusado de rebeldía por Tribunal Supremo de Versalles, aunque logró escapar de la policía. Antes de la huida, habló con el senador Pierre Joigneaux para darle las directrices a seguir para poder gestionar el periódico durante su ausencia.
Tras el Golpe de Estado del 2 de diciembre de 1851 por parte de Napoleón III y el establecimiento del Segundo Imperio Francés, el periódico fue prohibido.